# Davy De Fauw
Davy Remi Camiel De Fauw (ur. 8 lipca 1981 w Gandawie) – belgijski piłkarz występujący na pozycji obrońcy.

## Kariera
De Fauw zawodową karierę rozpoczynał w 2001 roku w klubie Club Brugge. W tym samym roku, przed debiutem w jego barwach, został wypożyczony do holenderskiej Sparty Rotterdam. W Eredivisie zadebiutował 16 marca 2002 roku w przegranym 0:4 pojedynku z Willem II Tilburg. W 2002 roku spadł ze Spartą do Eerste divisie. W tym samym roku podpisał z nią kontrakt. W 2005 roku powrócił z zespołem do Eredivisie. 22 października 2005 roku w przegranym 2:3 spotkaniu z Rodą Kerkrade strzelił pierwszego gola w Eredivisie.
W 2006 roku odszedł do Rody Kerkrade, także występującej w Eredivisie. Pierwszy ligowy mecz zaliczył tam 19 sierpnia 2006 roku przeciwko Excelsiorowi Rotterdam (1:0). W 2008 roku dotarł z zespołem do finału Pucharu Holandii, jednak Roda przegrała tam 0:2 z Feyenoordem.
W 2014 roku wrócił do Club Brugge, a w 2016 do Zulte Waregem.
| Sezon   | Klub             | Kraj     | Rozgrywki      | Mecze | Bramki |
| ------- | ---------------- | -------- | -------------- | ----- | ------ |
| 2001/02 | Club Brugge      | Belgia   | Eerste Klasse  | 0     | 0      |
| 2001/02 | Sparta Rotterdam | Holandia | Eredivisie     | 7     | 0      |
| 2002/03 | Sparta Rotterdam | Holandia | Eerste divisie | 33    | 2      |
| 2003/04 | Sparta Rotterdam | Holandia | Eerste divisie | 33    | 6      |
| 2004/05 | Sparta Rotterdam | Holandia | Eerste divisie | 35    | 4      |
| 2005/06 | Sparta Rotterdam | Holandia | Eredivisie     | 32    | 3      |
| 2006/07 | Roda Kerkrade    | Holandia | Eredivisie     | 33    | 5      |
| 2007/08 | Roda Kerkrade    | Holandia | Eredivisie     | 33    | 2      |
| 2008/09 | Roda Kerkrade    | Holandia | Eredivisie     | 32    | 0      |
| 2009/10 | Roda Kerkrade    | Holandia | Eredivisie     | 33    | 2      |
| 2010/11 | Roda Kerkrade    | Holandia | Eredivisie     | 31    | 1      |
| 2011/12 | Zulte Waregem    | Belgia   | Eerste Klasse  | 30    | 3      |
| 2012/13 | Zulte Waregem    | Belgia   | Eerste Klasse  | 30    | 0      |
| 2013/14 | Zulte Waregem    | Belgia   | Eerste Klasse  | 27    | 0      |
| 2014/15 | Club Brugge      | Belgia   | Eerste Klasse  | 18    | 0      |
| 2015/16 | Club Brugge      | Belgia   | Eerste Klasse  | 20    | 1      |
| 2016/17 | Zulte Waregem    | Belgia   | Eerste Klasse  | 27    | 3      |
| 2017/18 | Zulte Waregem    | Belgia   | Eerste Klasse  | 26    | 4      |
| 2018/19 | Zulte Waregem    | Belgia   | Eerste Klasse  | 28    | 1      |
| 2019/20 | Zulte Waregem    | Belgia   | Eerste Klasse  | 29    | 6      |